# Jörg Richter
Jörg Richter (* 13. November 1939 in Dresden; † 8. September 2018) war ein deutscher Psychologe und Politiker (SPD). Er war von 1992 bis 1999 Bezirksbürgermeister von Berlin-Pankow.
Richter legte 1957 das Abitur ab und studierte ab 1960 an der Humboldt-Universität zu Berlin Psychologie. 1965 schloss er das Studium als Diplom-Psychologe ab und arbeitete anschließend als Fachpsychologe im „Zentralinstitut für Arbeitsmedizin der DDR“ (ZAM) in Berlin-Lichtenberg. Er promovierte 1981 mit dem Dr. rer. nat. und wechselte 1988 zum „Telefon des Vertrauens“, einer Einrichtung des Magistrats von (Ost-)Berlin.
Mit der Wende 1989 trat Richter der Sozialdemokratischen Partei in der DDR (SDP) bei und wurde bei der ersten freien Wahl in (Ost-)Berlin 1990 in die Stadtverordnetenversammlung gewählt. Die Bezirksverordnetenversammlung Pankow wählte ihn 1992 zum Bezirksbürgermeister von Berlin-Pankow. 1999 schied Richter aus seinem Amt aus.